# Beinn Fhada
Beinn Fhada är ett berg i Storbritannien.   Det ligger i kommunen Highland och riksdelen Skottland, i den nordvästra delen av landet, 700 km nordväst om huvudstaden London. Toppen på Beinn Fhada är 1 032 meter över havet, eller 651 meter över den omgivande terrängen. Bredden vid basen är 15,5 km.
Terrängen runt Beinn Fhada är kuperad åt nordost, men åt sydväst är den bergig. Trakten runt Beinn Fhada är nära nog obefolkad, med mindre än två invånare per kvadratkilometer. Närmaste större samhälle är Glenelg, 19,3 km väster om Beinn Fhada. Trakten runt Beinn Fhada består i huvudsak av gräsmarker.